# Wickliffe (Oklahoma)
Wickliffe és una concentració de població designada pel cens dels Estats Units a l'estat d'Oklahoma. Segons el cens del 2000 tenia 99 habitants.

## Demografia
Segons el cens del 2000, Wickliffe tenia 99 habitants, 34 habitatges, i 29 famílies. La densitat de població era de 33 habitants per km².
Dels 34 habitatges en un 55,9% hi vivien nens de menys de 18 anys, en un 67,6% hi vivien parelles casades, en un 2,9% dones solteres, i en un 14,7% no eren unitats familiars. En el 14,7% dels habitatges hi vivien persones soles el 8,8% de les quals corresponia a persones de 65 anys o més que vivien soles. El nombre mitjà de persones vivint en cada habitatge era de 2,91 i el nombre mitjà de persones que vivien en cada família era de 3,24.
Per edats la població es repartia de la següent manera: un 35,4% tenia menys de 18 anys, un 9,1% entre 18 i 24, un 25,3% entre 25 i 44, un 18,2% de 45 a 60 i un 12,1% 65 anys o més.
L'edat mediana era de 30 anys. Per cada 100 dones de 18 o més anys hi havia 120,7 homes.
La renda mediana per habitatge era de 26.964 $ i la renda mediana per família de 40.625 $. Els homes tenien una renda mediana de 35.833 $ mentre que les dones 16.250 $. La renda per capita de la població era d'11.097 $. Entorn del 19,5% de les famílies i el 12,8% de la població estaven per davall del llindar de pobresa.

## Poblacions més properes
El següent diagrama mostra les poblacions més properes.